# Eremochelis striodorsalis
Espèce
Synonymes
- Therobates striodorsalis Muma, 1962

Eremochelis striodorsalis est une espèce de solifuges de la famille des Eremobatidae.

## Distribution
Cette espèce est endémique de Californie aux États-Unis,. Elle se rencontre dans les comtés de San Diego et de Riverside.

## Description
Les mâles mesurent de 12,0 à 13,0 mm.

## Publication originale
- Muma, 1962 : The arachnid order Solpugida in the United States, Supplement 1. American Museum Novitates, no 2092, p. 1-44 (texte intégral).